# Преображение Господне (Костур)
„Преображение Господне“ или „Свети Сотир“ (на гръцки: Μεταμορφώσεως του Σωτήρος, Αη-Σωτηρας ) е православна църква в град Костур (Кастория), Егейска Македония, Гърция.

## Описание
Храмът е изграден в 1916 година, далече от града на северната част на хълма Горица върху основите на стар храм. От старата църква са запазени ценни икони.